# Синдром Бругада
Синдро́м Бруга́да — генетичне захворювання, яке проявляється змінами на електрокардіографії та підвищеним ризиком раптової серцевої смерті. Синдром Бругада є частою причиною раптової смерті та найчастішою причиною смерті молодих чоловіків без явної до того серцевої патології в Таїланді та Лаосі.

## Мутації генів
На сьогоднішній день відомі, принаймні 5 генів, відповідальних за развиток цього стану. В залежності від мутації гену виділяють наступні варіанти:
| Варіант | OMIM        | Мутація гену                  | Примітка                                                                          |
| ------- | ----------- | ----------------------------- | --------------------------------------------------------------------------------- |
| B1      | OMIM 601144 | SCN5A                         | кодує синтез α-субодиниці потенціал-керованого натрієвого каналу типу V           |
| B2      | OMIM 611778 | GPD1L                         | кодує синтез пептидів Гліцерол-3-фосфатдегідрогенази                              |
| B3      | OMIM 114205 | CACNA1C                       | кодує синтез α-субодиниць кальціевих каналів L-типу, розміщених в серцевому м'язі |
| B4      | OMIM 600003 | CACNB2                        | кодує синтез β-2 субодиниці потенціал-залежного кальцієвого каналу L-типу         |
| B5      | OMIM 604433 | KCNE3, який спряжений з KCND3 | [ 2 ]                                                                             |
| B6      | OMIM 600235 | SCN1B                         | кодує синтез β-1 субодиниці натріевого каналу SCN5A                               |
|         |             | SCN10A                        | [ 4 ]                                                                             |
|         |             | HEY2                          | [ 4 ]                                                                             |
|         | OMIM 138390 | GSTM3                         | кодує фермент-антиоксидант глутатіон-S-трансферазу GSTM3                          |

## Зміни на ЕКГ
За даними електрокардіограми синдром Бругада встановлюється після виключення інших причин наявних змін. Діагноз встановлюється за таких обох змін:
1. елевація точки J ≥ 2 мм у щонайменше одному з відведень V1—V2;
2. косонизхідна елевація сегменту ST із плавним переходом у негативний зубець T.[6]

## Епонім
Назва походить від прізвища іспанських братів кардіологів Педро та Йосипа Бругада.